# Jacques Necker
Pour les articles homonymes, voir Necker.
Jacques Necker — à l'époque prononcé [nɛkʁ] (« nècre ») et non [ne.kɛʁ] — né le 28 septembre 1732 à Genève en république de Genève et mort le 9 avril 1804 à Genève, est un financier et homme politique genevois, ministre des Finances de Louis XVI. Il est le père de Madame de Staël.
Après avoir fait fortune comme banquier à Paris et à la suite du succès de ses essais en matière de politique économique, il est nommé par Louis XVI directeur général du Trésor royal en 1776, puis des Finances. Il modernise alors l’organisation économique du royaume en s’opposant au libéralisme de ses prédécesseurs. Renvoyé en mai 1781, peu avant les grandes spéculations boursières sous Louis XVI, il est rappelé en août 1788 avec le titre de ministre d’État du fait du soutien indéfectible de l’opinion publique, et convoque les États généraux en obtenant le doublement du tiers état. Renvoyé par Louis XVI le 11 juillet 1789 pour avoir été absent lors de la séance royale du 23 juin 1789, il retrouve sa fonction après la prise de la Bastille pour apaiser les révolutionnaires. Confronté à l'opposition de l'Assemblée nationale, il démissionne de nouveau le 4 septembre 1790 et rédige une critique sévère du nouveau principe d'égalité. Il est de fait le dernier contrôleur général des finances de l'Ancien Régime.

## Biographie

### Naissance et famille
Jacques Necker est le deuxième fils de Charles-Frédéric (Karl Friedrich) Necker, avocat à Custrin, en Brandebourg, devenu citoyen de la république de Genève le 28 janvier 1726, et de sa femme née Jeanne Gautier, fille du premier syndic Gautier. Le pensionnat pour étudiants anglais tenu à Genève par son père pour le compte du gouvernement anglais, le prédestine à se spécialiser dans la « correspondance anglaise » et les affaires d'Angleterre joueront fréquemment un rôle décisif dans sa carrière.

### Débuts de banquier
Il entreprend une carrière dans la Banque Girardot, où il débute comme simple commis à Genève tout d’abord, puis, à partir de 1748, à Paris, où il tient les livres de compte. Il révèle toutes ses compétences lorsqu’un jour il remplace le premier commis chargé de négociations à la bourse lors d’une opération majeure. Il la mène à bon terme, s’éloignant même des instructions laissées, et procure à la banque un bénéfice de 500 000 livres. Il acquiert ainsi la confiance des banquiers Thellusson & Vernet, dont il devient l’associé en 1756, la maison étant renommée Thellusson, Vernet & Necker.
En 1762, Thellusson lui propose de devenir son associé pour moitié, après le départ de son oncle Isaac Vernet. Ils créent ainsi la banque Thellusson, Necker & Cie, qui gèrera les dépôts et comptes courants d’environ 350 clients étrangers, pour la plupart engagés dans les emprunts de la monarchie française. Ils font rapidement fortune en spéculant sur les effets du Trésor français et sur les fonds anglais au moment de la paix de 1763 qui met fin à la guerre de Sept Ans. En effet, leurs connaissances précoces du projet de paix leur permet de spéculer sur les blés et de prêter à taux avantageux au Trésor public.
Syndic de la Compagnie française des Indes orientales en 1765, après avoir été simple actionnaire représentant les actions acquises par sa maison de banque, il la renfloue au lendemain de la guerre de Sept Ans, devenant l’artisan de sa renaissance via l'établissement d'un fonds de roulement permettant de financer les achats d'indiennes de coton. Il lui permet de renouer avec un partenaire finançant ses paiements aux Indes : la maison de James Bourdieu & Samuel Chollet à Londres. Pendant ses six ans d'existence après la paix de 1763, la compagnie ne perdit qu'un seul navire, et d'après le compte rendu lu par l'abbé Terray, alors syndic à l'assemblée du 12 mars 1768, la dernière vente de Lorient avait rapporté près de 17 millions, avec un bénéfice de 77% à 78% sur la mise dehors de l'expédition. Les actionnaires avaient consenti en 1764 un appel de capital de 400 livres par action, réunissant un fonds de près de 14 millions pour la reprise des opérations, en échange d'un dividende de 5 % par action. Sous Necker, la Compagnie n'a cessé de faire de « petits emprunts » onéreux à court terme pour solder ses échéances: en 1765, elle a emprunté 10 millions par voie de loterie à rentes viagères.
Mais il ne peut empêcher sa dissolution en 1770, sous le coup des brutales attaques de son ennemi personnel, Morellet. Dès le 14 mars, avec deux mois de retard sur la date normale de convocation, l'administration de la Compagnie avait mis les actionnaires devant un dilemme : trouver avant l'automne 18 millions pour faire face aux échéances et aux armements pour l'an prochain, ou déclarer la Compagnie en faillite. Necker a subi aussi la rivalité du banquier suisse Isaac Panchaud, qui lance sa « grande idée » : la Compagnie renoncera à son monopole sur le commerce des Indes pour se transformer en une Caisse d'escompte, ancêtre de la Banque de France, grâce à une augmentation de capital de 20 millions de livres, 600 livres par action, dont la moitié pour acquitter les dettes de la Compagnie, et l'autre moitié pour constituer la Caisse, qui finalement ne verra le jour qu'en 1777, lorsque Necker est aux finances du Royaume.
À plusieurs reprises, notamment en 1772, Necker avance des sommes importantes au Trésor royal, ce qui lui vaut d’être remarqué par Choiseul et par l’abbé Terray.
Jugeant avoir suffisamment fait fortune et ayant d’autres ambitions, Jacques Necker se retire en 1772, cédant toutes ses affaires à son frère Louis, connu sous le nom de M. de Germany, et associé de Girardot. Sa réussite éclatante comme banquier lui a permis d’accumuler en peu de temps une notoriété et une fortune considérable, évaluée à 6 millions de livres au moment de son départ, et à 7 millions de livres lors de sa nomination au contrôle général des finances en 1776.

### Mariage et arrivée au pouvoir

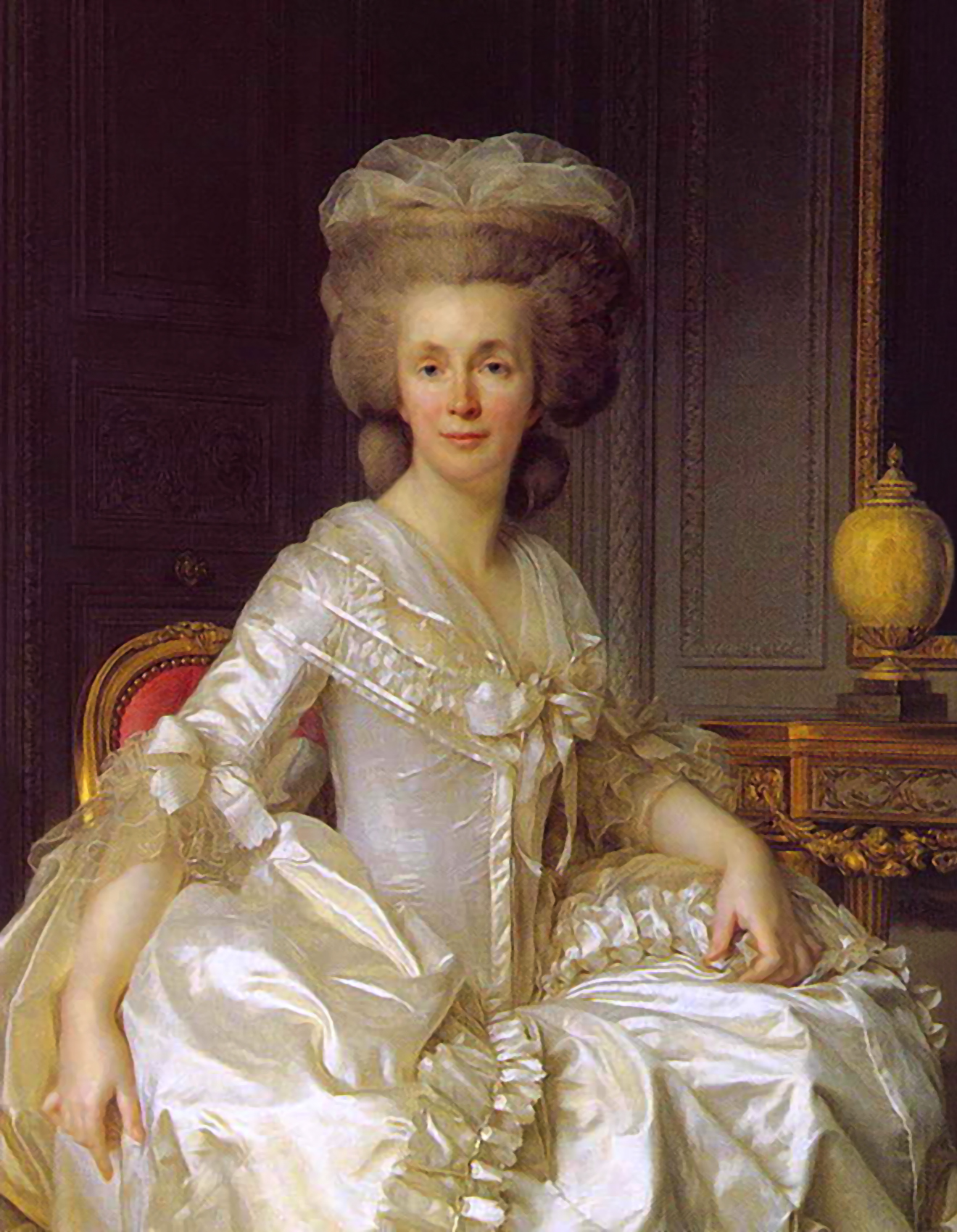
Mme Necker, née Suzanne Curchod.

Après avoir courtisé la belle-sœur adorée de son associé Thellusson, la jeune, charmante et riche veuve Girardot de Vermenoux, Necker épouse une fille de pasteur, Suzanne Curchod, qui aura sur lui un grand ascendant. Le mariage a lieu en 1764 à Paris, dans la chapelle de l'hôtel des Ambassadeurs de Hollande. Au début de leur mariage, les nouveaux époux résident dans l'hôtel d'Hallwyll, à Paris, siège de la banque Thelusson, Vernet & Necker. C'est là que naît en 1766 celle qui sera leur seul enfant, Germaine Necker, baronne de Staël-Holstein (1766-1817), plus connue sous le nom de Mme de Staël.
Nommé ministre de la république de Genève à Paris (1768), Necker songe à se consacrer à la politique, encouragé en cela par son épouse. Après son retrait des affaires, il publie un Éloge de Colbert (1773), couronné par l’Académie française, dans lequel il brosse un portrait du ministre idéal où l’on peut sans peine le reconnaître. Il se présente comme un pragmatique, un esprit « moelleux et flexible », à la différence du contrôleur général des finances, Turgot, type même du doctrinaire. Symbole de l’interventionnisme économique de l’État, Necker est en outre l’antithèse de Turgot, apôtre du libéralisme économique.
A priori, pourtant, rien ne prédispose Necker à exercer en France des fonctions de gouvernement : protestant, l’accès au Conseil du roi lui est fermé ; il n’a aucune expérience du gouvernement et de l’administration royale, et ne connaît de la Cour que ce qu’il a pu en voir dans ses fonctions de résident de Genève ; enfin, ne lisant guère, il ne connaît pas même l’Histoire de France et son organisation politique et administrative.
Pourtant, un véritable mouvement d’opinion va se produire en faveur de Necker. Le 19 avril 1775, il publie son Essai sur la législation et le commerce de grains, dans lequel il dénonce la liberté du commerce des grains, préconisée par les physiocrates, au premier rang desquels Morellet et Turgot. Énorme succès de librairie, l’ouvrage paraît au moment où ce dernier doit faire face à la « guerre des farines » : les mauvaises récoltes conduisent à des émeutes et à favoriser les demandes de réglementation des prix des grains.
L’ascension de Necker est soutenue activement par les habitués du salon de Mme Necker et, plus largement, par le parti philosophique dont Necker a embrassé plusieurs des doctrines : dans l’Éloge de Colbert, il a vivement critiqué la propriété qu’il accuse, dans la ligne de Rousseau, d’être non un droit naturel mais une « loi des hommes » fondée sur un « traité de force et de contrainte » ; de même, c’est par son rôle social qu’il justifie la religion, ne reconnaissant la nécessité de la morale que « pour contenir le peuple » et la supériorité de la morale chrétienne que parce qu’elle est « la seule qui puisse persuader avec célérité parce qu’elle émeut en même temps qu’elle éclaire. »
Necker est, en outre, appuyé auprès de Maurepas, principal conseiller de Louis XVI, par le marquis de Pezay, amant de Mme de Montbarrey, amie intime de Mme de Maurepas, et par la cousine du ministre, la duchesse d'Enville.

### Le premier ministère de Necker (1776-1781)
Le décès en fonction du contrôleur général Clugny de Nuits, qui a succédé à Turgot, donne à Necker l’occasion d’accéder au gouvernement. Protestant, il ne peut être nommé contrôleur général des finances car cette fonction emporte de droit l’accès au Conseil. Le 22 octobre 1776, à 44 ans, il est donc nommé conseiller des Finances et « directeur général du Trésor royal ». Le 21 octobre, un maître des requêtes effacé, Taboureau des Réaux, est officiellement nommé contrôleur général, mais en pratique, c’est Necker qui exerce la réalité du pouvoir. Le roi finit par accepter la démission de Taboureau des Réaux le 29 juin 1777 ; pour mieux marquer son importance, Necker reçoit alors le titre de « directeur général des Finances ».
Arrivé au ministère, Necker engage immédiatement d’importantes réformes, mais de manière beaucoup moins brutale et précipitée que Turgot. Ces réformes se situent à la fois sur le plan administratif, sur le plan social et sur le plan financier.

#### Les réformes administratives

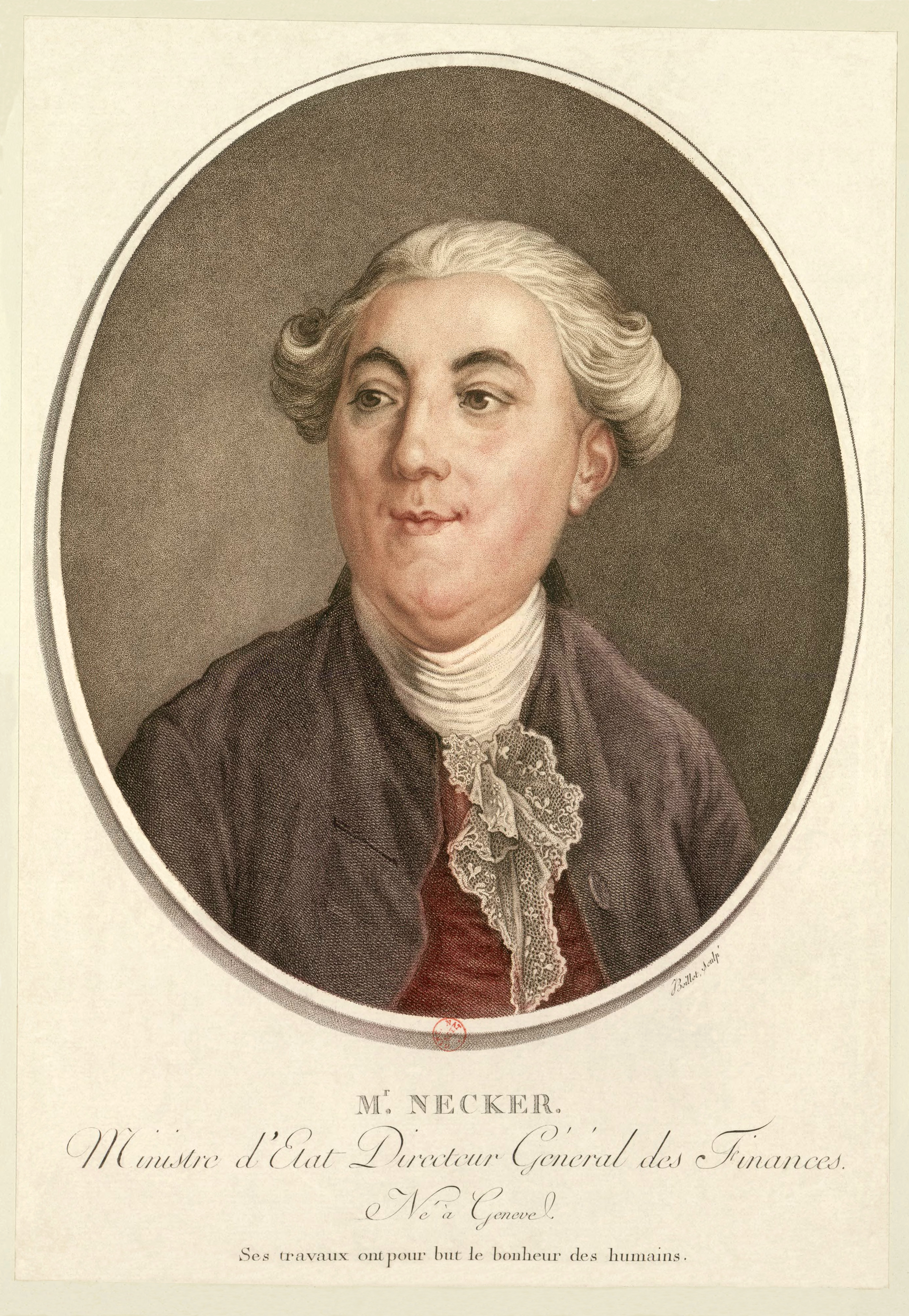
Jacques Necker

Sur le plan administratif, Necker renforce le pouvoir du contrôle général des finances et le fonctionnarise : il supprime les six offices d’intendant des finances et les intendants du commerce, les 48 receveurs généraux des finances établis dans les généralités et 27 trésoriers généraux et contrôleurs généraux de la Guerre et de la Marine (novembre 1778). À la place de ces officiers inamovibles et rémunérés sur commission sont installés des employés révocables et percevant un traitement fixe.
Il réduit la compétence de la ferme générale à la gabelle, au tabac, aux droits des traites et des entrées de Paris, et réduit de 60 à 40 le nombre des fermiers généraux. La perception des droits d’aides relève désormais d’une Régie générale et celle des droits domaniaux d’une Administration générale des domaines, dirigées par des administrateurs à traitement fixe.
Tout en renforçant le pouvoir de l’administration, Necker s’efforce parallèlement d’en diminuer l’arbitraire. Il crée un Comité contentieux des finances pour préparer les arrêts de finances, qui, quoique présentés sous le couvert d’arrêts du Conseil, avaient depuis longtemps cessé de faire l’objet d’une délibération collective et étaient en réalité l’œuvre des intendants des finances. La déclaration royale du 13 février 1780 pose par ailleurs le principe que les brevets des tailles ne pourront plus être augmentés que par lettres patentes, enregistrées en parlement, et non plus par de simples arrêts du Conseil. De même, dans un esprit d’apaisement vis-à-vis des parlements, il décide, sans aller jusqu’à revenir sur le principe de la vérification des déclarations de revenus du vingtième et sur celui de la mutabilité des cotes, que les vérifications n’auront lieu que tous les vingt ans.
Afin de limiter le pouvoir extra-judiciaire des parlements, tout comme celui des intendants, Necker crée des assemblées provinciales dont il expose le principe dans son Mémoire au Roi sur l’établissement des administrations provinciales (1776). À la différence de celles que Turgot avait imaginées, ces assemblées reposent sur la distinction des trois ordres. Elles ont compétence pour répartir et lever les impôts, diriger la construction des routes et faire au Roi des représentations en vue du bien de la province. Quatre sont établies, dont les deux premières commencent aussitôt à fonctionner : Berry, Haute-Guyenne, Dauphiné et Bourbonnais.
Necker cherche enfin à introduire de la transparence dans le fonctionnement de l’État. Il publie dans cet esprit en janvier 1781 son Compte-rendu au Roi, dans lequel il détaille le fonctionnement des finances royales, les principes de son administration et la situation financière du pays.

#### Les mesures sociales
Necker a une conception active du rôle de l’État dans le domaine économique et social, qui le rattache directement à Colbert. Il ne croit pas que le laissez-faire économique puisse spontanément créer le bien des citoyens. Pour conforter l’équilibre de la société, l’État doit exercer pleinement sa fonction d’assistance : « C’est au gouvernement, interprète et dépositaire de l’harmonie sociale, c’est à lui de faire pour cette classe déshéritée tout ce que l’ordre et la justice permettent. »
Lors de la réforme du Service hospitalier, en 1778, demandée par le roi à Jacques Necker, il nomme Jean Colombier inspecteur général des Hôpitaux, dépôts de mendicité et prisons, en 1780. Il met donc en place une commission des hôpitaux de Paris et une commission de réforme des prisons. Celles-ci jettent les bases de réformes ambitieuses de ces institutions, qui reçoivent un début de mise en œuvre : destruction des prisons du For-l'Évêque et du Petit Châtelet à Paris ; construction rue du Roi-de-Sicile d’une nouvelle prison réservée aux prisonniers pour dettes ; création fin 1778 du nouvel hospice des paroisses Saint-Sulpice et du Gros-Caillou, grâce à la générosité de sa femme.
En 1779, Necker abolit la mainmorte dans les domaines du Roi et les domaines engagés. Un édit de 1780 autorise les hôpitaux à vendre leurs biens immobiliers et les invite à placer leurs fonds en rentes sur le Roi ou les États.

#### Les mesures financières
C'est dans ce domaine qu'il sera critiqué, pour son recours aux rentes viagères comme moyen d'emprunt, alors que des progrès importants dans l'espérance de vie et son estimation ont lieu à partir du milieu du XVIIIe siècle, grâce aux Table de mortalité successivement publiées par Antoine Deparcieux (1746), Théodore Tronchin (1748), Pehr Wilhelm Wargentin (1749), Thomas Simpson (1752), Johann Peter Süssmilch (1761), ou encore Daniel Bernoulli (1763), selon qui vacciner contre la variole augmente de 3 ans l'espérance de vie globale.
La nomination de Necker au ministère avait été précipitée par la nécessité de financer la guerre d’Amérique, dont les préparatifs avaient débuté en juin 1776. Guerre coûteuse, à la fois maritime et terrestre, sur des théâtres d’opérations lointains, dès 1777, elle absorbait 150 millions de secours extraordinaires, et l’on estime qu’elle a coûté au total à la France près d’un milliard de livres, mais Necker a assuré au roi que celle-ci pouvait être financée par l'emprunt sans augmenter les impôts…
En matière financière, la politique de Necker tient en peu de principes. Il estime que l’État peut emprunter autant qu’il désire dès lors que le budget ordinaire est équilibré. Comme il est hors de question d’augmenter les impôts, par pragmatisme et par principe, il faut en améliorer le rendement, notamment en réformant l’administration financière, et réduire les dépenses.
Pour y parvenir, les mesures prises sont des plus classiques : réduction des dépenses de la Maison du Roi, révision des pensions pour pourchasser les cumuls et les abus, vérifications des déclarations de revenus et révision des abonnements des pays d’états, qui produisent un revenu supplémentaire de 1,6 million de livres.
Pour financer l’effort de guerre, Necker emprunte des sommes considérables, environ 530 millions de livres, à des taux élevés car le crédit de l’État est alors au plus bas : il faut donc recourir à des formules coûteuses telles que l’emprunt à lots ou l’emprunt viager. En 1780, Necker obtient le renvoi du ministre de la Marine, Antoine de Sartine, accusé d'avoir gaspillé les fonds de son ministère et d'avoir émis des emprunts sans l'en avoir informé.
La plupart des emprunts de Necker — 386 sur 530 millions de livres — furent lancés sous forme de constitution de rentes viagères. Des sept principales émissions de rentes viagères, il tira 260 millions de livres en 1777 par contrats sur une ou deux têtes, à raison de 10 % pour une tête et de 8 ½ pour deux. En 1779, afin d'attirer un plus grand nombre de souscripteurs, il étendit les contrats à trois et même quatre personnes, avec des taux similaires. La Banque Girardot, où ses adversaires l’accusaient d'avoir gardé des intérêts, souscrivit à elle seule pour 14 millions. Les gros souscripteurs taisaient le calcul que Necker ne faisait pas : ils revendaient les contrats à des familles réputées saines, qui les appliquaient à des enfants de sept à dix ans, procédé qui joua un rôle central dans les « grandes vagues des spéculations des années 1780 ». Robert Harris a calculé que Necker emprunta en moyenne au taux de 6 % par an, notamment par l’émission de 150 millions de rentes perpétuelles à 5 % auprès des états provinciaux et des corps intermédiaires. Ce taux s’éleva cependant avec les années de guerre, passant de 7,5 % lors du premier emprunt sous forme de loterie du mois de janvier 1777 pour atteindre 10 % sur une vie avec exemption du dixième lors de son quatrième et dernier grand emprunt en rentes viagères du mois de février 1781.

#### Le renvoi
Ces mesures suscitent, dans l’immédiat, l’étonnement et l’admiration : « Il est extraordinaire, écrit le baron de Besenval, que ce que n’ont osé entreprendre les Ministres les plus accrédités, le Roi lui-même, vienne d’être effectué par un simple citoyen de Genève, M. Necker, […] occupant précairement une place dont sa religion, sa naissance étrangère et les préventions de la Nation semblaient l’exclure. » L’opinion publique applaudit à l’œuvre d’un ministre qui est parvenu à financer la guerre sans augmenter les impôts, avec un air de compétence qui en impose à ceux à qui de telles méthodes pourraient paraître peu orthodoxes.
Le baron de Besenval néanmoins souligne dans ces mémoires, que les emprunts contractés pour financer la guerre d'Amérique ont fait exploser la dette publique. Laurentie dans son Histoire de France, s'appuyant largement sur le baron de Besenval le confirme et accrédite à de nombreuses fois l'impact dramatique de ces emprunts et en fait l'une des causes de la Révolution Française.
Mais Necker s’est aussi fait de nombreux ennemis : en s’attaquant à la ferme générale, il s’est mis à dos le monde de la finance ; ses assemblées provinciales lui ont aliéné les parlements ; la réduction des dépenses de la Cour, dénoncées avec complaisance dans le Compte-rendu au Roi de janvier 1781, lui a également créé de nombreux et puissants adversaires.
Au printemps de 1781, une cabale s’est mise en place pour obtenir la tête de Necker. Le parti de la Cour, emmené par les frères du Roi, par les princes du sang et par de grands seigneurs, agite l’opinion par l’intermédiaire de libellistes qui criblent le ministre de pamphlets dont le plus virulent, la Lettre du marquis de Caracciole à M. d’Alembert (1er mai 1781), est sans doute dû à Calonne, protégé de Vergennes et du comte d’Artois, qui aspire à prendre la place de Necker.
À la fin du mois d’avril, le Parlement de Paris refuse d’enregistrer l’édit de création d’une nouvelle assemblée provinciale en Bourbonnais. La création de ces assemblées répondait notamment à l’objectif de priver les parlements d’une partie de leurs prérogatives extra-judiciaires. Necker l’avait exposé dans un mémoire manuscrit remis confidentiellement au Roi en 1776 dont plusieurs copies circulent parmi les six recensées alors ; l’une d’entre elles ayant appartenu au président du Parlement de Guyenne Antoine de Gascq dont le fils naturel, Valdec de Lessart, maître des requêtes, est le collaborateur de Necker. Or un pamphlet, adressé le 20 avril 1781 à six membres du Parlement de Paris, révèle les intentions du ministre en citant ce mémoire. Les parlementaires se déchaînent et poussent les hauts cris. Convoqué au château de Marly, le Premier président d’Aligre se voit intimer par Louis XVI, sur un ton sec, d’interdire toute discussion du mémoire de 1778. Mais, pour Necker, il ne s’agit que d’un répit. Louis XVI est ébranlé par le retournement de l’opinion, et Maurepas préconise désormais le renvoi du Genevois.
Le 16 mai, Necker, cherchant à forcer le destin, demande au Roi l’enregistrement forcé de l’édit, son entrée au Conseil et la direction des marchés de la Guerre et de la Marine. Trois jours plus tard, Louis XVI oppose à ces trois demandes un refus catégorique. Necker, effondré, démissionne aussitôt (19 mai 1781). La nouvelle provoque la consternation dans Paris : les habitants de la capitale se pressent au château de Saint-Ouen, résidence de campagne de Necker, pour saluer le ministre déchu, qui peut ainsi mesurer ce qui lui reste de popularité.
Necker se retire à Saint-Ouen, séjourne en Suisse en 1784, pour faire faire des travaux dans son château de Coppet et voyage en France en 1785. Il publie un nouveau livre, De l’administration des finances, traité complet des finances en trois volumes, qui paraît en 1784 et remporte un énorme succès.
En 1787, Calonne, devant l’Assemblée des notables, accuse Necker d’avoir trompé l’opinion en publiant de faux renseignements dans son Compte-rendu au Roi : selon lui les comptes de l’année 1781, loin de révéler un excédent, comme Necker l’avait affirmé, accusaient en réalité un déficit de 50 millions. Necker réplique en contestant les chiffres de Calonne. Cette réponse lui vaut d’être exilé hors de Paris et est à l’origine d’un vif débat public entre les deux hommes.

### Le deuxième ministère de Necker (1788-1789)

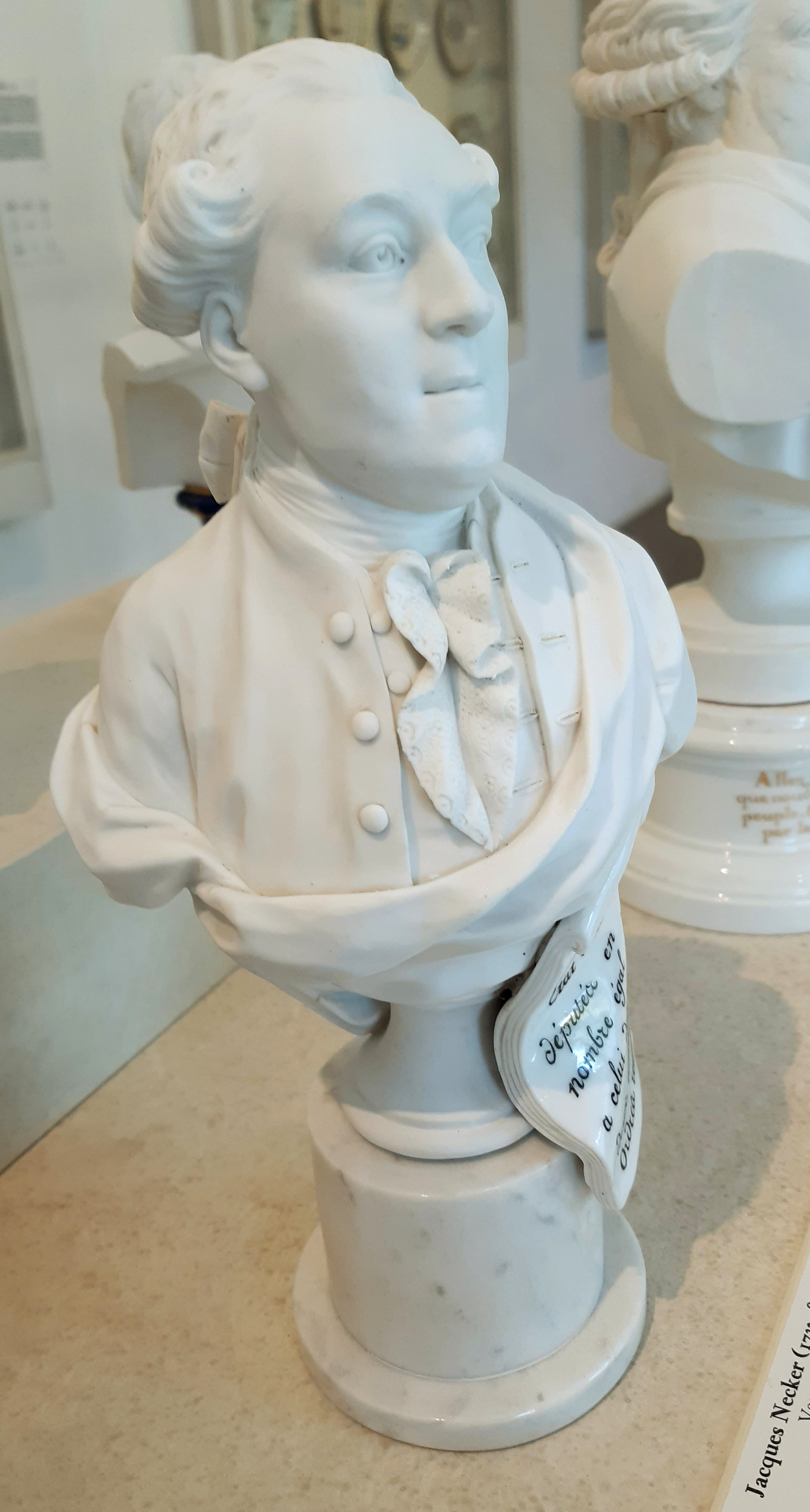
Buste de Necker, biscuit, v. 1789. Le texte en partie caché sur le côté indique : Le Tiers état aura deux députés en nombre égal à celui des deux autres ordres réunis. Musée de la Révolution française.

Après l’échec de l’expérience Calonne, la monarchie se trouve en état de faillite virtuelle. La nécessité de trouver des fonds contraint alors Louis XVI à rappeler Necker, qui est nommé « directeur général des finances » le 25 août 1788. Deux jours plus tard, Necker reçoit le titre de ministre d'État qui lui donne accès aux Conseils.
Cette position nouvelle, en même temps que les circonstances, lui permettent de jouer un rôle politique de premier plan. C’est lui qui fait rappeler le Parlement de Paris, dont les membres avaient été exilés. Il avance la date de convocation des états généraux. Il réunit en novembre 1788 une nouvelle Assemblée des notables, pour statuer sur les modalités de l’élection des députés, notamment la question du vote par tête ou par ordre, qui ne fut pas tranchée, et celle du doublement de la représentation du tiers état. Sur ce dernier point, comme il était prévisible, l’Assemblée des notables se prononce défavorablement mais Necker décide de soutenir le doublement du tiers (décembre 1788), ce qui conforte sa popularité : il est désormais considéré comme un « ministre patriote ».
Face à une grave pénurie de blé, Necker abroge les mesures libérales prises par Loménie de Brienne en matière de commerce des grains : il interdit l’exportation des céréales (7 septembre 1788) ainsi que l’achat des grains en dehors des marchés (23 novembre 1788) ; il fait acheter des grains à l’étranger, accorde des primes aux importations et donne aux autorités de police les pouvoirs nécessaires pour approvisionner les marchés (22 avril 1789).
En matière financière, Necker révoque la cessation des paiements décrétée par Brienne et utilise des expédients pour réunir les 70 millions nécessaires afin d'assurer les paiements jusqu’à la réunion des états généraux.
À l’ouverture des états généraux, le discours de Necker, centré sur les questions financières alors que les députés n’ont en tête que la question du vote, est mal accueilli. Necker refuse d’assister à la séance royale du 23 juin 1789 dans laquelle Louis XVI fixe les limites des concessions qu’il est prêt à accorder aux députés du tiers état. S’apprêtant à prendre des mesures de fermeté à l’égard de l’Assemblée nationale, le Roi congédie Necker le 11 juillet 1789 à cause de sa « condescendance extrême » à l’égard des états généraux. Le ministre quitte aussitôt la France et rejoint Bruxelles (13 juillet) puis Bâle (20 juillet). Une fois connu, ce renvoi est l’une des causes déterminantes du soulèvement populaire du 14 juillet. Necker était très apprécié du peuple parisien parce qu'il a alimenté l'opinion publique et notamment la presse.

### Le troisième ministère de Necker (1789-1790)
Dès le 16 juillet 1789, Louis XVI doit se résoudre à rappeler Necker. Celui-ci prend alors le titre de Premier ministre des finances. Rapidement, il s’oppose à l’Assemblée constituante, en particulier à Mirabeau. Les députés refusent les propositions financières de Necker, fondées sur ses méthodes traditionnelles d’anticipations et d’emprunts, tandis que Necker s’oppose au financement du déficit par l’émission d’assignats. Comme le dit Mirabeau au Roi le 1er septembre 1790 : « le Ministre actuel des finances ne se chargera point de diriger, comme elle doit l’être, la grande opération des assignats-monnaie. Il ne revient pas facilement de ses conceptions et la ressource des assignats-monnaie n’a pas été conçue par lui ; il s’est même déterminé à la combattre. Il n’est rien moins qu’en bonne intelligence avec l’Assemblée nationale. Il ne gouverne plus l’opinion publique. On attendait de lui des miracles et il n’a pu sortir d’une routine contraire aux circonstances ». Dans ces conditions, il ne reste plus à Necker qu’à démissionner, ce qu’il fait le 4 septembre 1790.

### Après la Révolution française (1790-1804)
Après sa démission, Necker se retire en Suisse au château de Coppet, où il poursuit l’écriture de plusieurs ouvrages, dont les Réflexions philosophiques sur l'égalité, écrites en 1793, au moment de la Terreur, mais qui ne furent publiées qu'en 1820 par le baron de Staël dans ses Œuvres complètes. Ces écrits s'inscrivent dans le courant contre-révolutionnaire tel qu'incarné par exemple par les Réflexions sur la Révolution de France de Burke, en ce qu'elles critiquent le principe d'égalité et l'abstraction utopique de l'ordre révolutionnaire.
Jacques Necker meurt le 9 avril 1804 à la suite d'un arrêt cardio-respiratoire survenu en fin de journée, à l'âge de 71 ans. L'ancien ministre est inhumé dans les jardins du château de Coppet, aux côtés de son épouse et de sa fille.

## Œuvres
Les écrits de Necker ont été réunis dans les Œuvres complètes de M. Necker. Tome premier; Tome second; Tome troisième; Tome quatrième; Tome cinquième;  Tome sixième; Tome septième; Tome huitième; Tome neuvième; Tome dixième; Tome onzième; Tome douzième; Tome treizième; Tome quizième.  publiées par M. le Baron de Staël, son petit-fils…, Paris, Treuttel et Wurtz, 1820-1821, 15 vol., in-8°.

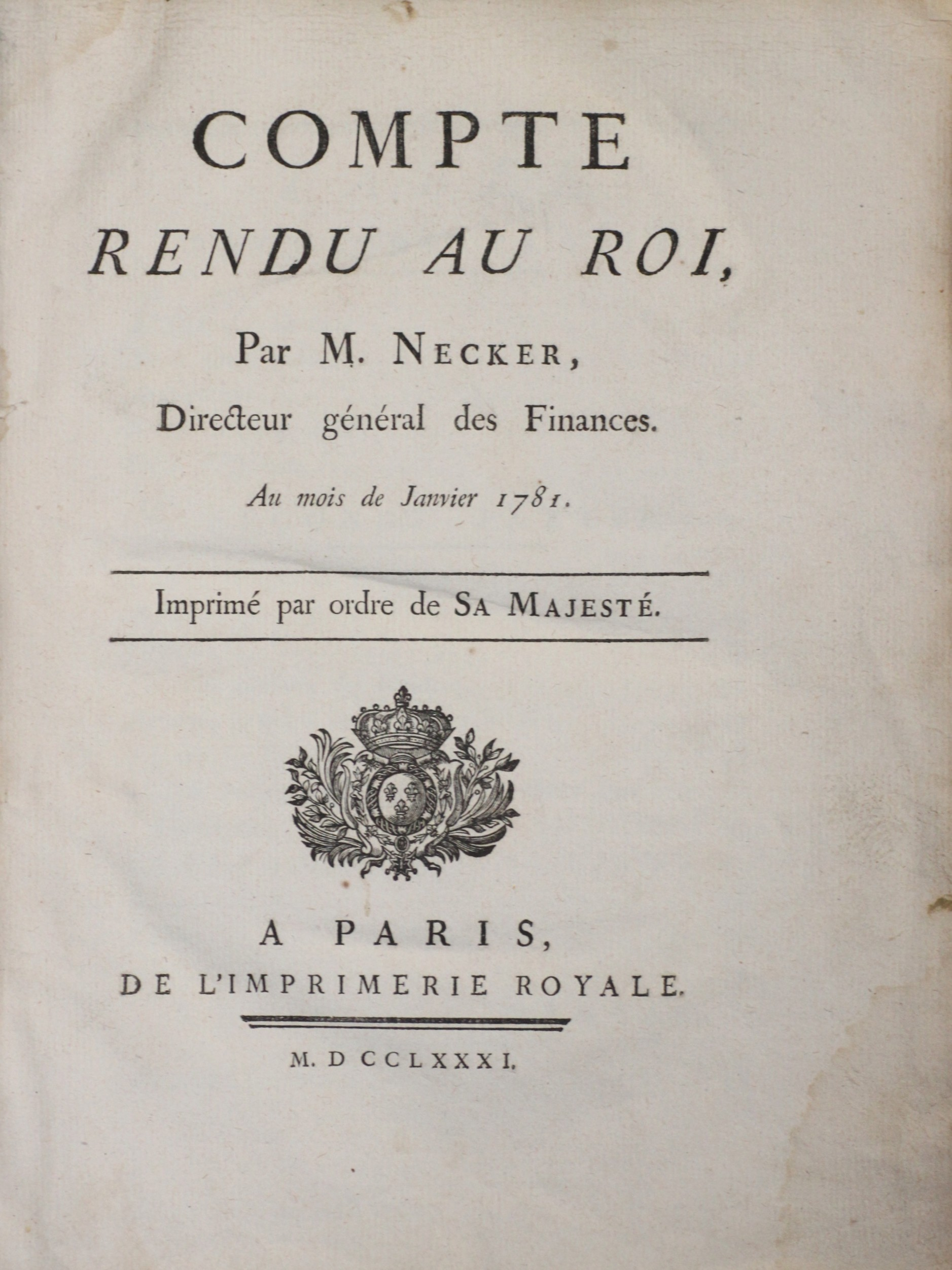
Édition originale.

- Réponse au mémoire de M. l’abbé Morellet sur la Compagnie des Indes, 1769.
- Éloge de Jean-Baptiste Colbert, 1773.
- Sur la Législation et le commerce des grains, 1775.
- Mémoire au roi sur l’établissement des administrations provinciales, 1778[20].
- Lettre au roi, 1777.
- Compte rendu au roi, 1781.
- De l'administration des finances de la France. Tome I; Tome II; Tome III, 1784, 3 vol. in-8°.
- Correspondance de M. Necker avec M. de Calonne. (29 janvier-28 février 1787), 1787.
- De l’importance des opinions religieuses, 1788.
- De la Morale naturelle, suivie du Bonheur des sots, 1788.
- Supplément nécessaire à l’importance des opinions religieuses ou nouvelle lettre provinciale, 1788.
- Sur le compte rendu au roi en 1781. Nouveaux éclaircissements, 1788.
- Rapport fait au roi dans son conseil par le ministre des finances, 1789.
- Derniers conseils de M. Necker au roi, 1789.
- Hommage de M. Necker à la nation française, 1789.
- Observations sur l’avant-propos du « Livre rouge », v. 1790.
- Opinion relativement au décret de l’Assemblée nationale, concernant les titres, les noms et les armoiries, v. 1790.
- Sur l’administration de M. Necker, 1791.
- Réflexions présentées à la nation française sur le procès intenté à Louis XVI, 1792.
- Du pouvoir exécutif dans les grands états. Tome premier; Tome second, 1792.
- De la Révolution Françoise. Tome premier; Tome second; Tome troisième; Tome quatrième, 1796.
- Cours de morale religieuse. Tome premier; Tome deuxième; Tome troisième, 1800.
- Dernières vues de politique et de finance, offertes à la Nation française, 1802.
- Histoire de la Révolution française, depuis l’Assemblée des notables jusques et y compris la journée du 13 vendémiaire an IV (18 octobre 1795), 1821.

## Iconographie
La popularité dont Necker a joui à la veille et au commencement de la Révolution a engendré un véritable culte de la personnalité, qui s'est traduit par la production d'innombrables objets à son effigie : estampes, médailles, bustes en biscuit, pièces de vaisselle. Le musée Carnavalet conserve plusieurs centaines d'objets de ce type.

## Filmographie
- La Révolution française (1989) de Robert Enrico et Richard T. Heffron, interprété par Raymond Gérôme.

### Sources et bibliographie
: document utilisé comme source pour la rédaction de cet article.
- Ghislain de Diesbach, Necker ou la faillite de la vertu, Paris, Perrin, 2004  (ISBN 2262022194).
- Gabriel Girod de l’Ain, Les Thellusson, Histoire d’une famille du XIVe siècle à nos jours, 1977.
- Jean de Viguerie, Histoire et dictionnaire du temps des Lumières. 1715-1789, Paris, Robert Laffont, coll. Bouquins, 2003  (ISBN 2221048105).
- Léonard Burnand, Les Pamphlets contre Necker. Médias et imaginaire politique au XVIIIe siècle, Paris, Éditions Classiques Garnier, 2009, 409 p.  (ISBN 9782812400667).
- Léonard Burnand, Necker et l’opinion publique, Paris, Honoré Champion, 2004, 125 p.
- Jean-Denis Bredin, Une singulière famille : Jacques Necker, Suzanne Necker et Germaine de Staël, Paris, Fayard, 1999  (ISBN 2-213-602-80-8).
- Jean Egret, Necker, ministre de Louis XVI, Paris, Honoré Champion, 1975, 478 p.
- Joël Félix, « Jacques Necker » dans Françoise Bayard, Joël Félix, Philippe Hamon, Dictionnaire des surintendants et contrôleurs généraux des finances, Paris, Imprimerie nationale, 2000, 215 p.  (ISBN 9782110900913) lire en ligne.
- Henri Grange, Les Idées de Necker, Paris, C. Klincksieck, 1973, 669 p.  (ISBN 9782252016404).
- Arnaud de Maurepas, Antoine Boulant, Les Ministres et les ministères du siècle des Lumières (1715-1789), Paris, Christian-Jas, 1996, 451 p.  (ISBN 9782911090004).
- Mohamed Mahmoud Mohamedou et Davide Rodogno, Temps, espaces et histoires : monuments et héritage raciste et colonial dans l'espace public genevois : état des lieux historique, Genève, Institut de hautes études internationales et du développement, 2022, 179 p. (ISBN 978-2-940600-32-8, lire en ligne), p. 95-96.
- Walter Weideli, Un banquier sans visage, Lausanne, La Cité, 1964 (pièce créée par Jean Vilar au Grand Théâtre de Genève pour commémorer les 150 ans de l’entrée de Genève dans la Confédération).
- Germaine de Staël, Mémoires sur la vie privée de mon père, suivis des Mélanges de M. Necker, Paris & Londres, 1818, 373 pages, lire en ligne

### Filmographie
- L'Été de la Révolution de Lazare Iglesis, (TV), 1989) avec Guy Tréjean (Jacques Necker) et Bruno Crémer (Louis XVI).